# Great Addington
Great Addington – wieś w Anglii, w hrabstwie Northamptonshire, w dystrykcie (unitary authority) North Northamptonshire. Leży 25 km na północny wschód od miasta Northampton i 100 km na północ od Londynu. Miejscowość liczy 319 mieszkańców.